# Miguel Samudio
Miguel Ángel Ramón Samudio (Capiatá, Departamento Central, Paraguay, 24 de agosto de 1986) es un futbolista paraguayo. Juega de lateral izquierdo y actualmente se encuentra Libre . Fue internacional con su selección.

## Trayectoria

### Sol de América
Miguel Samudio se inició Club Sol de América en 2006, donde jugó 27 partidos y marcó dos goles. Después de pasar dos temporadas con el Sol de América pasa al Club Libertad.

### Libertad
En 2008 se anuncia que Miguel Samudio firma con el Club Libertad. Donde juega hasta diciembre de 2013.

### Cruzeiro
El 13 de diciembre de 2013 el equipo Cruzeiro anunció la firma del lateral izquierdo. 

### Club América
Posteriormente, 15 de diciembre de 2014 se confirma su traspaso por USD 2 millones y 4 años al Club América de la  Liga MX, al cual se uniría al terminar su participación con el Cruzeiro.

### Querétaro FC
El 13 de diciembre del 2017 es confirmada su llegada por parte del equipo Querétaro como refuerzo en calidad de compra definitiva.

### Club Olimpia
En julio de 2019 es anunciado como nuevo jugador del Club Olimpia de Paraguay. Debido a la falta de acuerdo para la renovación de su contrato que vencía el 30 de junio del 2020, termina su vínculo con el Decano.

### Vuelta a Sol de América
Tras doce años vuelve a club que lo vio nacer para disputar el Torneo Clausura 2020 y Copa Sudamericana 2020.

### Liverpool
En enero de 2023 se confirmó su llegada al Liverpool FC de la Primera División de Uruguay.
Debido a un problema disciplinario fue desvinculado del equipo a principios de la temporada 2024.

## Selección nacional
Fue convocado por la selección de fútbol de Paraguay, la primera vez en 2009. También fue llamado para jugar en la Clasificación para la Copa Mundial de Fútbol de 2014

### Goles en la selección
| Goles con la Selección de Paraguay | Goles con la Selección de Paraguay | Goles con la Selección de Paraguay | Goles con la Selección de Paraguay | Goles con la Selección de Paraguay | Goles con la Selección de Paraguay | Goles con la Selección de Paraguay | Goles con la Selección de Paraguay | Goles con la Selección de Paraguay |
| Resultados                         | Resultados                         | Resultados                         | Resultados                         | Lugar                              | Estadio                            | Fecha                              | Tipo                               | Goles                              |
| ---------------------------------- | ---------------------------------- | ---------------------------------- | ---------------------------------- | ---------------------------------- | ---------------------------------- | ---------------------------------- | ---------------------------------- | ---------------------------------- |
| Paraguay                           | 3                                  | 3                                  | Alemania                           | Kaiserslautern                     | Fritz-Walter-Stadion               | 14 de agosto de 2013               | Amistoso                           | 1 gol                              |

## Clubes
| Club                  | País     | Año       |
| --------------------- | -------- | --------- |
| Sol de América        | Paraguay | 2007-2008 |
| Libertad              | Paraguay | 2008-2013 |
| Cruzeiro              | Brasil   | 2014      |
| América               | México   | 2015-2017 |
| Querétaro FC          | México   | 2018      |
| Club Olimpia          | Paraguay | 2019-2020 |
| Sol de América        | Paraguay | 2020      |
| Club Sportivo Luqueño | Paraguay | 2021-2022 |
| Liverpool             | Uruguay  | 2023-2024 |

### Goles en la Copa Libertadores
| Resultados | Resultados | Resultados | Resultados           | Lugar          | Estadio              | Fecha                 | Temporada | Gol(es) |
| ---------- | ---------- | ---------- | -------------------- | -------------- | -------------------- | --------------------- | --------- | ------- |
| Libertad   | 3          | 0          | Fluminense           | Asunción       | Defensores del Chaco | 4 de mayo de 2011     | 2011      | 1 gol   |
| Libertad   | 2          | 1          | Nacional             | Montevideo     | Gran Parque Central  | 16 de febrero de 2012 | 2012      | 1 gol   |
| Libertad   | 3          | 5          | Tigre                | Asunción       | Dr. Nicolás Leoz     | 18 de abril de 2013   | 2013      | 1 gol   |
| Cruzeiro   | 2          | 0          | Universidad de Chile | Santiago       | Estadio Nacional     | 3 de abril de 2014    | 2014      | 1 gol   |
| Cruzeiro   | 1          | 1          | Cerro Porteño        | Belo Horizonte | Estadio Mineirão     | 16 de abril de 2014   | 2014      | 1 gol   |

### Goles en la Copa Sudamericana
| Resultados | Resultados | Resultados | Resultados         | Lugar    | Estadio                  | Fecha                | Temporada | Gol(es) |
| ---------- | ---------- | ---------- | ------------------ | -------- | ------------------------ | -------------------- | --------- | ------- |
| Libertad   | 2          | 0          | Mineros de Guayana | Asunción | Estadio Dr. Nicolás Leoz | 21 de agosto de 2013 | 2013      | 1 gol   |

## Palmarés

### Títulos nacionales
| Título              | Club      | País     | Año  |
| ------------------- | --------- | -------- | ---- |
| Torneo Apertura     | Libertad  | Paraguay | 2008 |
| Torneo Clausura     | Libertad  | Paraguay | 2008 |
| Torneo Clausura     | Libertad  | Paraguay | 2010 |
| Torneo Clausura     | Libertad  | Paraguay | 2012 |
| Serie A             | Cruzeiro  | Brasil   | 2014 |
| Torneo Clausura     | Olimpia   | Paraguay | 2019 |
| Torneo Apertura     | Libertad  | Paraguay | 2021 |
| Supercopa Uruguaya  | Liverpool | Uruguay  | 2023 |
| Torneo Intermedio   | Liverpool | Uruguay  | 2023 |
| Torneo Clausura     | Liverpool | Uruguay  | 2023 |
| Campeonato Uruguayo | Liverpool | Uruguay  | 2023 |
| Supercopa Uruguaya  | Liverpool | Uruguay  | 2024 |

### Campeonatos internacionales
| Título                           | Club         | País   | Año     |
| -------------------------------- | ------------ | ------ | ------- |
| Liga de Campeones de la Concacaf | Club América | Canadá | 2014-15 |
| Liga de Campeones de la Concacaf | Club América | México | 2015-16 |